# 로모노솝스카야역
로모노솝스카야역(러시아어: Ломоносовская)은 러시아 상트페테르부르크 시에 있는 상트페테르부르크 지하철 넵스코 바실레오스트롭스카야 선의 역이다. 1970년 12월 21일에 개통되었다. 러시아 학자 미하일 로모노소프의 이름을 따서 제정되었다.